# Kim Sang-jin
Dans ce nom coréen, le nom de famille, Kim, précède le nom personnel.
Kim Sang-jin est un réalisateur sud-coréen né le 9 août 1967 à Séoul.

## Filmographie partielle
- 1995 : Doneul gajgo twieola
- 1999 : Attack the Gas Station! (Juyuso seubgyuksageun)
- 2001 : Kick the Moon (Sillaui dalbam)
- 2002 : Gwangbokjeol teuksa
- 2004 : Ghost House (Gwishini sanda)
- 2010 : Attack the Gas Station 2 (Joo-yoo-so-seup-gyeok-sa-geon-too)